# Willi Lange
Willi Lange (* 28. November 1905; † nach 1931) war ein deutscher Fußballspieler, der mit dem Meidericher SV zweimal in der Endrunde um die deutsche Meisterschaft stand.

## Laufbahn im Fußball
Lange gehörte vermutlich ab dem Jahr 1926 zum Kader des Meidericher SV, war aber in der Spielzeit 1926/27 noch kein Stammspieler. Er war Teil einer Mannschaft, die in der Bezirksklasse Niederrhein, der höchsten Spielklasse im damaligen Ligensystem, stets um den Titel mitspielte. Nach mehrfachem Scheitern in den Vorjahren glückte am Ende der Saison 1928/29 der Titelgewinn, wodurch der MSV zum ersten Mal in der Vereinsgeschichte Niederrheinmeister wurde. Lange, der inzwischen regelmäßig aufgeboten wurde, hatte dazu beigetragen, indem er im entscheidenden Wiederholungsspiel gegen die SpVgg. Oberhausen den Siegtreffer zum 3:2 erzielt hatte. Dank dieses Erfolgs durfte Meiderich anschließend an der westdeutschen Meisterschaft teilnehmen, belegte bei dieser den zweiten Rang und qualifizierte sich so für die deutsche Meisterschaftsendrunde von 1929. Im Achtelfinale am 16. Juni traf die Elf unter Mitwirkung von Lange auf den amtierenden Landesmeister Hamburger SV, dem sie im Duisburger Wedaustadion knapp mit 2:3 unterlegen war.
Im Anschluss daran kam es am Niederrhein zum Kampf um die Titelverteidigung, doch der Homberger SV konnte sich 1930 durchsetzen. Ein Jahr darauf gelang mit Lange als wichtigem Leistungsträger hingegen der erneute Titelgewinn. Es folgte der dritte Platz in der westdeutschen Endrunde, der zur Teilnahme an der deutschen Meisterschaft 1931 berechtigte. Gegen den Erstrundengegner TSV 1860 München stand Lange auf dem Platz und musste eine 1:4-Niederlage hinnehmen. Danach gehörte er vermutlich noch bis 1932 der Mannschaft an, die in diesem Jahr erneut den Titel am Niederrhein holte, sich aber nicht für die landesweite Endrunde qualifizieren konnte. Später spielte er für längere Zeit gemeinsam mit seinen ehemaligen Mitspielern Eberhard Graffmann und Hennes Schmitz in der Altherrenmannschaft des Meidericher SV.